# Amphisbaena brevis
Amphisbaena brevis, conhecida popularmente como cobra-de-duas-cabeças ou cobra-cega, é uma espécie de réptil pertencente ao gênero Amphisbaena. É endêmica ao Brasil, ocorrendo no estado de Mato Grosso.